# Méjannes-lès-Alès
Méjannes-lès-Alès là một xã trong tỉnh Gard thuộc vùng Occitanie, phía nam nước Pháp. Xã Méjannes-lès-Alès nằm ở khu vực có độ cao trung bình 180 mét trên mực nước biển.